# Mimi Horn
Die Mimi Horn war das vierte Kombischiff, das von der Reederei H. C. Horn für den Dienst nach Westindien beschafft wurde. Sie war das zweite von vier Schwesterschiffen, die von der Reederei bei den Schichau-Werken bestellt wurden.
1939 suchte die Mimi Horn bei Kriegsausbruch Zuflucht in Curaçao. Anfang März 1940 versuchte sie, von dort die Heimat zu erreichen. Sie wurde in der Dänemarkstraße von einem britischen Hilfskreuzer gestellt und versenkte sich selbst auf 65° 49′ 0″ N, 28° 32′ 0″ W.

## Geschichte des Schiffes
Die Flensburger Firma H. C. Horn hatte 1921 erstmals einen Frachter nach Westindien geschickt. Der Erfolg führte zum Aufbau einer Frachtlinie, deren Schiffe bis zu 12 Passagiere mitnehmen konnten. Die gute Auslastung der Kabinen veranlassten den Reedereichef Heinrich Christian Horn, Kombischiffe mit einer größeren Passagierkapazität zu beschaffen. So lieferte die Hamburger Reiherstiegwerft 1926 zwei Motorschiffe mit einer Passagiereinrichtung für 32 Fahrgäste I. Klasse und 18 Fahrgäste III. Klasse. Ab 1928 folgten vier weitere Neubauten von den Schichau-Werken. 1932 wurde als letztes Schiff die 4132 BRT große H.C. Horn von der Flensburger Schiffbau-Gesellschaft abgeliefert; sie war der einzige große Seeschiffneubau des Jahres 1932.
Die unter der Baunummer 1189 entstandene Mimi Horn lief am 17. Februar 1928 vom Stapel. Sie hatte eine Länge von 100,3 m über alles und war 14,8 m breit. Sie und ihre drei Schwesterschiffe wurden von 5-Zylinder-Sulzer-Schichau-Dieselmotoren von 2500 PSe angetrieben, die eine Geschwindigkeit von 13 Knoten (kn) ermöglichten. Die Mimi Horn war mit 4007 BRT vermessen und hatte eine Tragfähigkeit von 5200 tdw. Die Passagiereinrichtung der Schichau-Serie bot Platz für 30 Fahrgäste der I.Klasse in dem großen Aufbau mittschiffs. Am 18. Juli 1928 wurde das Schiff abgeliefert.
Die Schiffe der Horn-Linie führten Namen von Familienmitgliedern. Die neue Mimi Horn war das vierte Schiff der Reederei mit diesem Namen. Zuletzt hatte ein bei Henry Koch in Lübeck 1922 gebautes Frachtschiff von 2445 BRT diesen Namen bis zum Verkauf 1926 geführt.

### Einsatzgeschichte derMimi Horn
Die Mimi Horn begann am 4. August 1928 ihre Jungfernfahrt von Hamburg nach Mittelamerika. Seit 1927 bediente die Reederei H.C. Horn zusammen mit der Hapag zwei Dienste nach Westindien. Sie liefen von Hamburg über Venezuela und Kolumbien zur Ostküste Mittelamerikas und bedienten die sogenannte Insellinie nach Kuba und Jamaika.

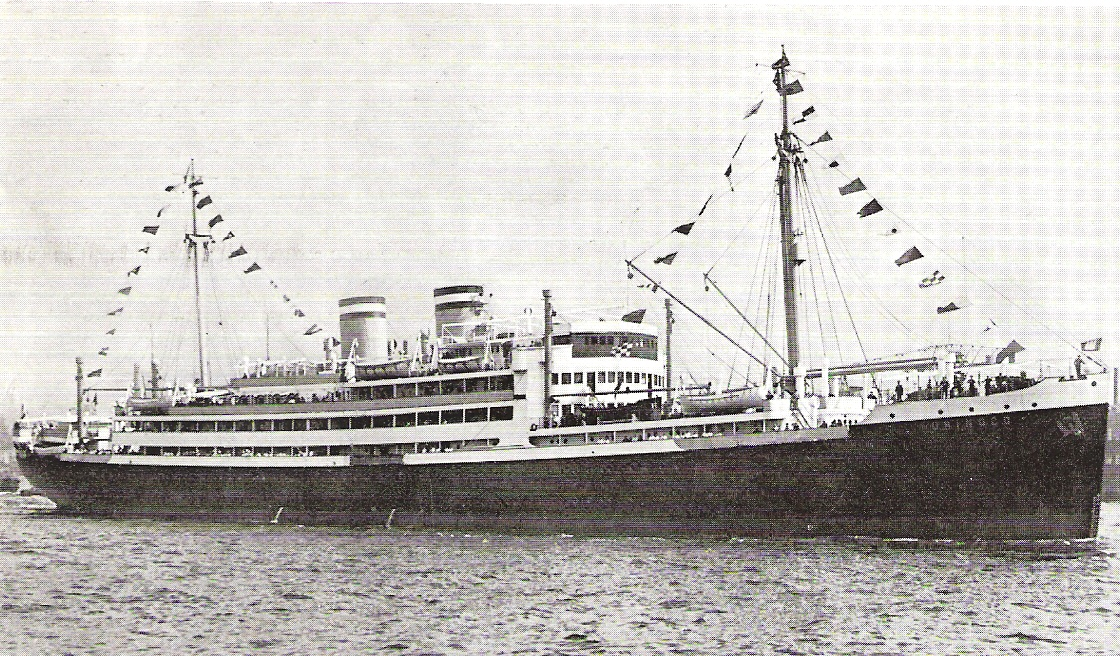
Die 1928 in Dienst gekommenen Orinoco der Hapag

Die Hapag setzte neben den Kombischiffen der Horn-Linie im Passagierdienst anfangs ältere Schiffe wie die Grunewald und die ehemaligen Stinnes-Schiffe Artemisia und Albingia ein, beschaffte aber auch moderne große Passagiermotorschiffe wie die Orinoco und Magdalena. ein. 1935 trennten sich die beiden Reedereien im Rahmen der staatlich verordneten Entflechtung und der Einstellung noch größerer Schiffe (Caribia, Cordillera) wieder.
Die sieben Kombischiffe der seit 1933 nach Hamburg ins Slomanhaus umgezogenen Reederei bedienten jetzt einen Dienst über Belgien und England nach Curacao, Venezuela aber auch bis Kolumbien und zur Dominikanischen Republik. Die Reederei verfügte neben den Kombischiffen für 30 Passagiere noch über das kleinere Motorschiff Frida Horn. Dazu setzte die Reederei noch zwei kleinere Zubringer in der Karibik mit der Zulia von 1755 BRT bis 1935 und der Karibia mit 428 BRT ein. Mit der Horn-Linie reisten auch viele Auswanderer, darunter eine Vielzahl von Juden.
Die Mimi Horn verließ am 22. Juli 1939 zum letzten Mal Deutschland mit nur fünf Auswanderern. Auf Grund der Warnmeldungen zum bevorstehenden Kriegsausbruch lief sie aus Cartagena, Kolumbien am 27. August Curacao an, wo sie mit einer Vielzahl deutscher Schiffe bis zum Frühjahr 1940 verblieb. Von der Reederei hatte hier auch das kleine Motorschiff Karibia und das Kombischiff Henry Horn Zuflucht gefunden. Das Schwesterschiff Heinz Horn hatte allerdings noch vor dem Kriegsausbruch den Hafen verlassen und am 1. Oktober Deutschland erreicht.

Im Frühjahr 1940 wurde beschlossen, das vier der in Curacao festliegenden Schiffe den Ausbruch versuchen sollten. Neben der Mimi Horn sollten die Kombischiffe Hannover des NDL sowie Seattle und Vancouver der Hapag den Durchbruch in die Heimat versuchen.

Die zwangsweise auf einer Außenreede liegenden deutschen Schiffe wurde auf See durch den französischen Schulkreuzer Jeanne d’Arc und zwei britische Schiffe überwacht. Als am 4. März der französische Kreuzer überraschend ablief und durch einen kanadischen Zerstörer ersetzt wurde, beschlossen die Deutschen den lange vorbereiteten Ausbruch.
Mimi Horn und Seattle entkamen in der Dunkelheit, in der auch die Jeanne d’Arc wieder zurückkehrte. Hannover und Vancouver blieben zurück, da sie ihre Maschinen nicht hinreichend klar bekamen. Der Hannover gelang in der folgenden Nacht der Ausbruch; sie entkam allerdings nicht ihren Verfolgern, die sie schließlich stellten.

Die Transylvania

Die alleinfahrende Mimi Horn entkam aus der Karibik und erreichte die Dänemarkstraße zwischen Island und Grönland, wo sie am 28. März 1940 vom Hilfskreuzer Transylvania (16923 BRT, 16 kn) entdeckt wurde. Der Kapitän sah keine Chance, dem großen Drei-Schornsteiner zu entkommen, evakuierte sein Schiff auf den Rettungsbooten und versenkte es selbst.

### Die Motor- und Kombi-Schiffe der Reederei H.C. Horn
| Name                           | Bauwerft                    | BRT tdw   | Stapellauf in Dienst  | Weiteres Schicksal |
| ------------------------------ | --------------------------- | --------- | --------------------- | --- |
| Frida Horn                     | Flensburger SG BauNr. 397   | 3184 2532 | 15.06.1925 10.1925    | 28. September 1939 in Hamburg angekommen, 1940 Transporter A25, Januar 1941 Torpedoklarmachschiff, Februar 1946 an Sowjetunion: Bogdan Chmelnickij, 1960 Abbruch ;                                                                                               |
| Minna Horn Claus Horn          | Reiherstiegwerft BauNr. 577 | 3179 4220 | 28.05.1925 16.01.1926 | 1930 umbenannt in Claus Horn, 1939 an Kriegsmarine, U-Boot-Tender Neisse, 1947 an Jugoslawien: Topusko, 1961 Abbruch ; |
| Waltraut Horn Henry Horn       | Reiherstiegwerft BauNr. 578 | 3164 4220 | 14.01.1926 17.04.1926 | 1936 kurzzeitig: Presidente Gomez, dann Henry Horn, 1939 Zuflucht in Curacao, 1940 beschlagnahmt, niederländische Bonaire, ab 1947 bei KNSM, 1957 abgewrackt; |
| Ingrid Horn                    | Schichau-Werke BauNr. 1187  | 4006 5200 | 11.10.1927 04.1928    | Mai 1940 Sperrbrecher B, 1941 Sperrbrecher 25, 24. Juli 1944 in Kiel nach Bombentreffer gesunken, 3 Tote; |
| Mimi Horn                      | Schichau-Werke BauNr. 1189  | 4007 5200 | 17.02.1928 18.07.1928 | 1939 Zuflucht in Curacao, 1940 Versuch der Rückführung nach Deutschland, am 28. März 1940 in der Dänemarkstrasse selbst versenkt |
| Heinz Horn                     | Schichau-Werke BauNr. 1190  | 3994 5200 | 21.07.1928 11.11.1928 | 19. September 1939 von Curacao kommend Kristiansand erreicht, Wohnschiff der Kriegsmarine , 1946 an die Niederlande: Betuwe, 1947 norwegische Livarden, 1954 britische Crete Avon, dann Alderney, 1961 Abbruch in Hamburg;                                       |
| Presidente Gomez Waltraut Horn | Schichau-Werke BauNr. 1200  | 3995 5200 | 25.11.1928 25.04.1929 | 1936 umbenannt, Mai 1940 Sperrbrecher A, 1941 Sperrbrecher 24, Einsatz bei der GMSA, 1946 an Sowjetunion Kuska, 1952/53 zeitweise bei der Volksmarine als Kuschka;                                                                                               |
| H.C. Horn                      | Flensburger SG BauNr. 423   | 4132 4950 | 16.07.1932 3.11.1932  | Ende August 1939 ohne Passagiere Murmansk angelaufen, zeitweise Wohnschiff der Kriegsmarine, März 1943 Sperrbrecher 27, am 2. Mai 1945 in der Lübecker Bucht durch Luftangriff schwer beschädigt, am 26. Mai 1946 mit Gasmunition beladen im Skagerrak versenkt. |